# Fuchi
Fuchi är en köpinghuvudort i Kina. Den ligger i provinsen Hubei, i den centrala delen av landet, omkring 140 kilometer sydost om provinshuvudstaden Wuhan. Antalet invånare är 32 821. Befolkningen består av 15 371 kvinnor och 17 450 män. Barn under 15 år utgör 19,0 %, vuxna 15-64 år 73 %, och äldre över 65 år 6,0 %.
Runt Fuchi är det tätbefolkat, med 356 invånare per kvadratkilometer. Närmaste större samhälle är Wuxue Shi, 7,1 km norr om Fuchi. Trakten runt Fuchi består huvudsakligen av våtmarker.
Genomsnittlig årsnederbörd är 2 084 millimeter. Den regnigaste månaden är maj, med i genomsnitt 332 mm nederbörd, och den torraste är januari, med 56 mm nederbörd.